# 三尖栝楼
三尖栝楼（学名：Trichosanthes tricuspidata）为葫芦科栝楼属的植物。分布在斯里兰卡、印度尼西亚、孟加拉国、印度、中南半岛、马来西亚、泰国、缅甸、尼泊尔以及中国大陆的贵州等地，生长于海拔900米的地区，一般生于山坡灌丛中，目前已由人工引种栽培。

## 种下等级
- Trichosanthes bracteata (Lam.) Voigt